# Pranýř v Zdoňově
Pranýř ve Zdoňově se nalézá nedaleko od kostela Nejsvětější Trojice ve vesnici Zdoňov, místní části města Teplice nad Metují v okrese Náchod. 

## Historie
Pranýř vznikl před rokem 1765. Jeho původní umístění není známo, pranýř byl dlouho nezvěstný a až ve třicátých letech dvacátého století byly nalezeny jeho části na louce u mostu přes Metuji, následně byly restaurovány a umístěny na současné místo u kostela.

## Popis
Pranýř má tvar válcovitého sloupu postaveného na kamenné pískovcové podkladové desce. Na ní je položený kvádr s nápisy švabachem na všech stranách. Na kvádru stojí vlastní pranýř - sloupek s vysoký cca 160 cm. Zhruba ve 2/3 výšky sloupku jsou upevněna kovová pouta.

## Galerie

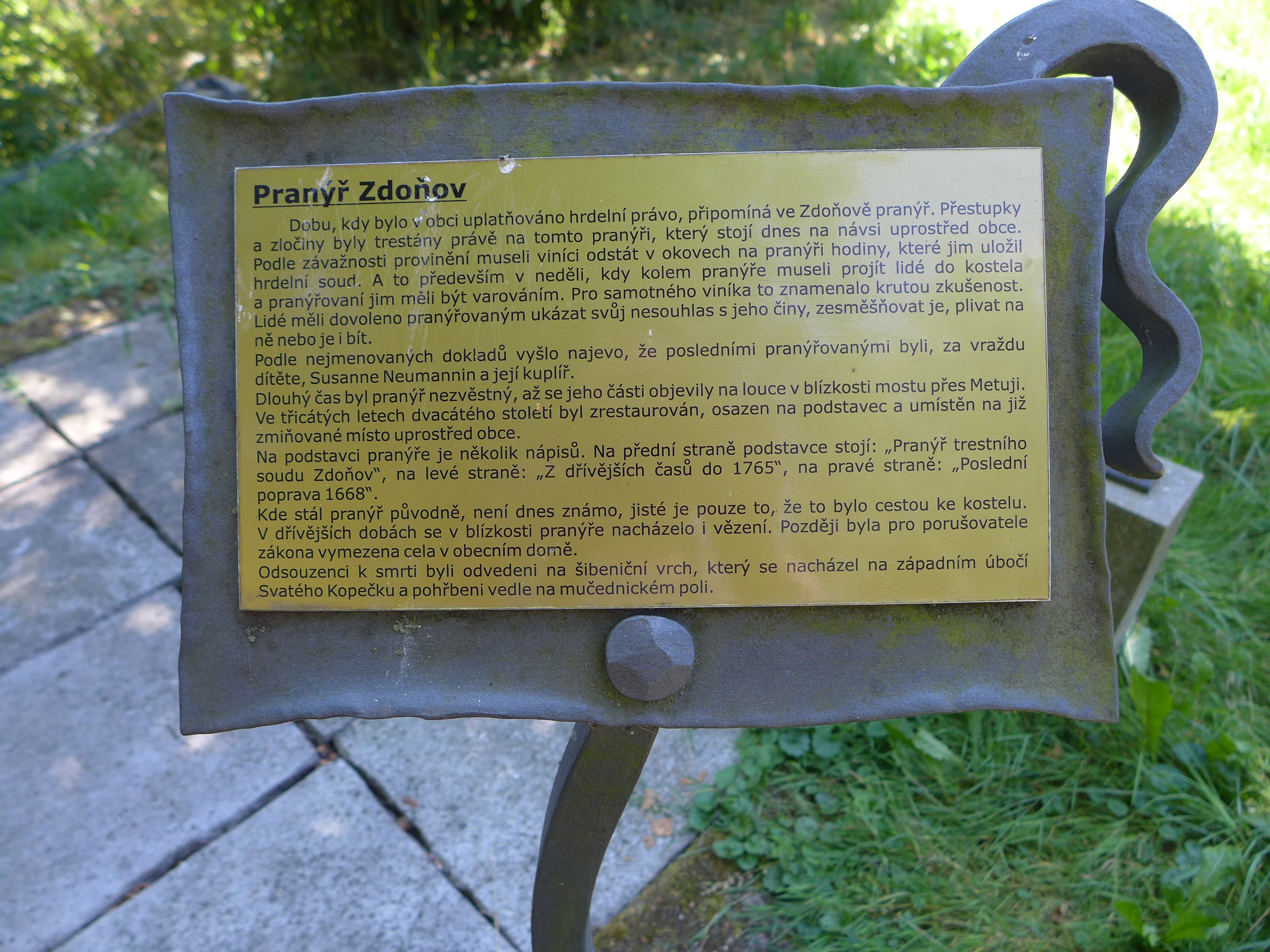
informační tabule u pranýře